# Портастудия

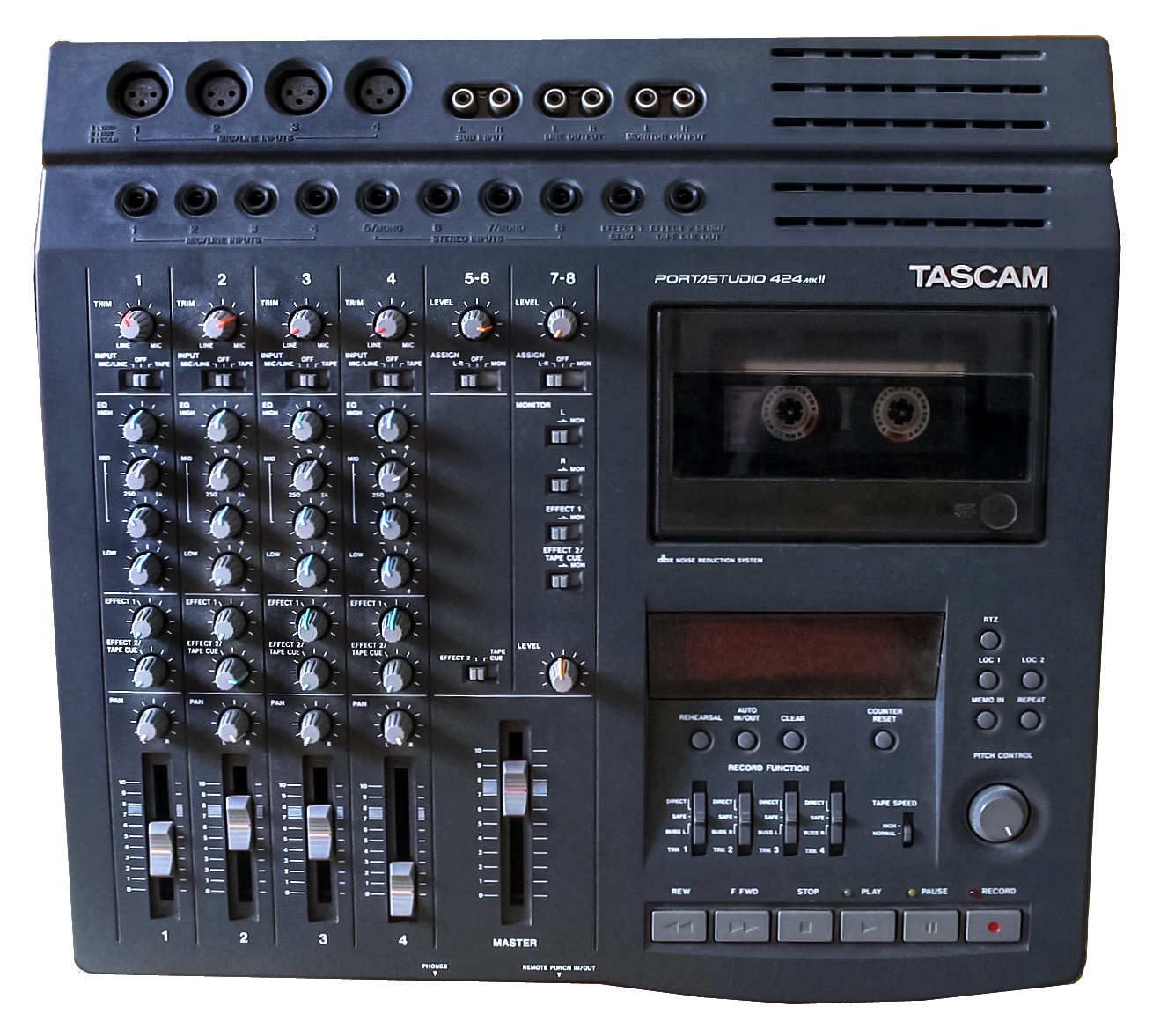
TASCAM Portastudio 424 MKII

Портасту́дия (сокращение от «Портативная Студия») — портативное устройство для многоканальной записи звука. Чаще всего используется музыкантами для работы над демозаписями и для записи репетиций с целью дальнейшего анализа качества исполняемого материала и работы над ошибками. Также часто используется для многоканальной записи живых концертов и других мероприятий. 
Портативная студия имеет вид микшерной консоли с числом каналов от 4 до 12. Может быть аналоговой или цифровой.

## Аналоговые портастудии
Аналоговые портастудии, как правило, используют в качестве носителя обычную компакт-кассету и имеют до 8 каналов в микшере. 
Первая портастудия Portastudio 144 была представлена TASCAM  в 1979 году. Она позволила музыкантам записывать инструментальные и вокальные партии на разные дорожки, а затем сводить их на другой стандартный двухканальный рекордер. 
Большинство устройств содержало только 4 канала. Но были версии, позволявшие записывать 6 дорожек, и даже несколько моделей до 8 дорожек на обычную компакт-кассету.

## Цифровые портастудии

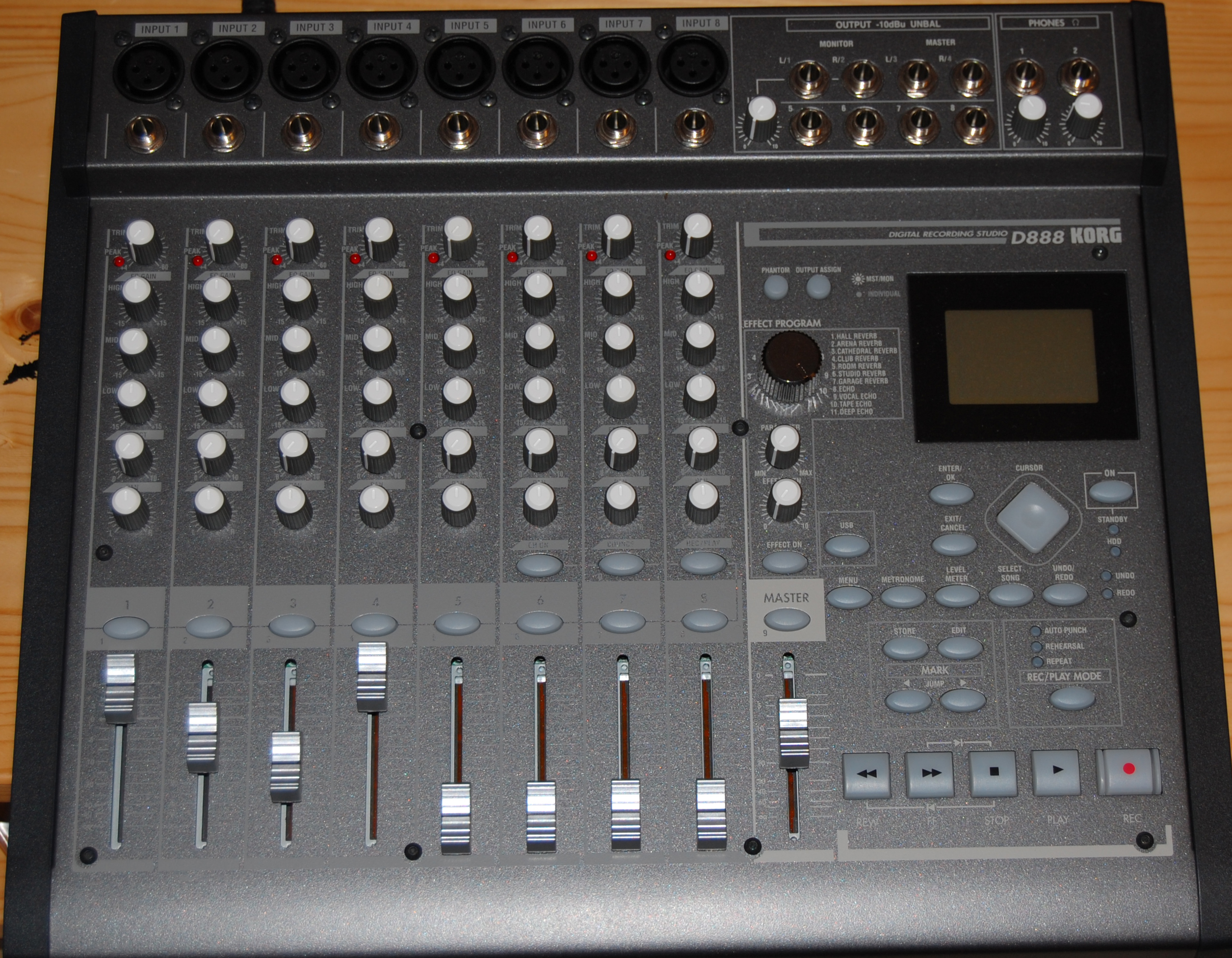
Цифровая портастудия KORG D888

Цифровые портастудии могут использовать в качестве носителя жёсткий диск, Flash-накопители, MiniDisc и другие цифровые носители информации. На этих системах можно производить большинство операций, осуществляемых в обычной студии звукозаписи — многодорожечную запись, монтаж, микширование, а на некоторых аппаратах — и обработку эффектами. 
Консоль цифровой портативной студии имеет:
- аналоговые входы, количество которых соответствует числу аналого-цифровых преобразователей. Преобразование звука осуществляется с разрядностью 16, 20 и 24 бита, и частотами дискретизации 44,1/48,0/96,0 кГц. В зависимости от наличия встроенных предусилителей входы могут разделяться на:
  - микрофонные — балансные с разъёмом XLR, возможно с фантомным питанием +48 вольт для подключения конденсаторных микрофонов;
  - инструментальные;
  - линейные.
- аналоговые стереовыходы мастерсекции;
- канальные и выходные фэйдеры — для управления уровнями звука;
- органы управления записью/воспроизведением, монтажом;
- дисплей, отображающий необходимые параметры записи и редактирования;
- блок цифровой обработки звука: компрессор, эквалайзер, реверберация;
- дополнительно могут присутствовать цифровые входы/выходы;
- различные интерфейсы управления (MIDI, RS-422 или RS-232 и др.).

Иногда портастудией ошибочно называют любое многодорожечное устройство записи звука, однако одним из определяющих факторов является наличие микшера, иначе это будет многоканальный рекордер.